# 주행성
주행성은 동물이 주로 활동을 낮에 하는 것을 말한다. 주행성은 24시간 동안 한 주기의 활동이다. 낮에는 활동하고, 밤에는 잠을 자거나 기타 활동을 하지 않는 것을 특징으로 하는 식물 및 동물 행동의 한 형태이다. 동물의 활동 시기는 온도, 눈으로 먹이를 모으는 능력, 포식 위험, 연중 시기 등 다양한 환경 요인에 따라 달라진다. 일주기는 24시간 동안의 활동 주기이다. 일주기리듬이라고 불리는 순환 활동은 시대적 변화를 제외하고 외부 단서나 환경적 요인에 의존하지 않는 내생적 순환이다. 박명 중에 활동하는 동물은 박명박모성 동물이고, 밤에 활동하는 동물은 야행성 동물이며, 밤낮 모두 산발적으로 활동하는 동물은 주야활동성(cathemeral) 동물이다.
낮에 꽃을 피우는 식물을 주간성 식물, 밤에 피는 식물을 야행성 식물이라고 한다. 꽃이 피는 시기는 종종 선호하는 꽃가루 매개자가 먹이를 찾아다니는 시간과 관련이 있다. 이를테면 해바라기는 낮에 벌을 유인하기 위해 열리고, 밤에 꽃피는 선인장(night-blooming cereus)은 대형 스핑크스 나방을 유인하기 위해 밤에 열린다.

## 동물

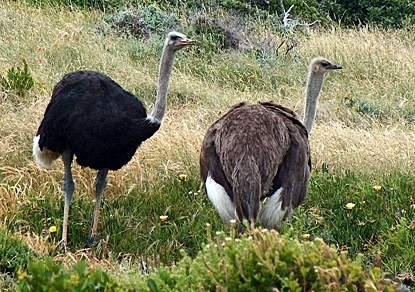
타조는 주행성 동물이지만, 달빛이 비치는 밤에는 활동적일수 있다.

많은 동물 종은 포유류, 곤충, 파충류와 조류를 포함하여 주행성이다. 일부 동물, 특히 곤충은 환경의 외부 패턴이 활동량을 조절한다.

## 같이 보기
- 야행성
- 박명박모성
- 보호색